# Themus dhaulagiriensis
Themus dhaulagiriensis es una especie de coleóptero de la familia Cantharidae.

## Distribución geográfica
Habita en Nepal.